# Priessnitz (hudební skupina)
Priessnitz je jesenická rocková skupina, jejíž ústřední autorskou dvojicí je zpěvák, skladatel a textař Jaromír Švejdík a kytarista Petr Kružík. Za předchůdce Priessnitz je považována punková kapela založená v roce 1986 Chlapi z práce. V roce 1989 se z Chlapů z práce stávají Priessnitz a začíná se psát historie jedné z nejosobitějších českých kapel. Kapela má na kontě 9 alb, z nichž to poslední s názvem Beztíže – dle jejich vyjádření poslední – bylo vydáno v říjnu 2016 a Priessnitz. Vydavatelství Indies Records v letech 2002 a 2003 vydalo v reedici první dvě alba skupiny. Česká televize se věnovala kapela dvakrát. Poprvé v roce 1992 v hudebním filmu společně s kapelou Prouza a rámci pořadu Kombo České televize, ve kterém se divák seznámí s téměř třicetiletou historií Priessnitz. V roce 2016 byla skupina nominována v Cenách české hudební kritiky Apollo za album Beztíže. Akademie populární hudby v Cenách Anděl 2016 nominovala Priessnitz v kategoriích píseň roku (Mrzáci) a skupina roku. Jaromír Švejdík působí v kapele Umakart.

## Diskografie

### Studiová alba
- Freiwaldau (1992)
- Nebel (1992)
- Hexe (1994)
- Seance (1996)
- Potichu? (1997)
- Zero (2001)
- Playlist (2004) - live album
- Stereo, (2006)
- Beztíže  (2016)

### Singly
- Zlatý déšť (1999)
- Střepy (2006)